# Mitch Nichols
Mitch Nichols (1 de mayo de 1989) es un futbolista australiano que se desempeña como centrocampista.
Mitch Nichols jugó 5 veces para la selección de fútbol de Australia entre 2009 y 2014.

## Trayectoria

### Clubes
| Club                            | País      | Año           |
| ------------------------------- | --------- | ------------- |
| Brisbane Roar                   | Australia | 2007 - 2013   |
| Melbourne Victory               | Australia | 2013 - 2014   |
| Cerezo Osaka                    | Japón     | 2014 - 2015   |
| Perth Glory                     | Australia | 2015          |
| Western Sydney Wanderers        | Australia | 2015 - 2017   |
| Perth Glory                     | Australia | 2017 - 2018   |
| Wellington Phoenix              | Australia | 2018-2019     |
| Gold Coast Knights F.C.         | Australia | 2019-2022     |
| Olympic FC                      | Australia | 2022-2023     |
| Gold Coast United Football Club | Australia | 2023-presente |

### Selección nacional
| Selección | País      | Año         |
| --------- | --------- | ----------- |
| Absoluta  | Australia | 2009 - 2014 |

## Estadística de equipo nacional
| Selección de fútbol de Australia | Selección de fútbol de Australia | Selección de fútbol de Australia |
| Año                              | Part.                            | Goles                            |
| -------------------------------- | -------------------------------- | -------------------------------- |
| 2009                             | 1                                | 0                                |
| 2010                             | 0                                | 0                                |
| 2011                             | 0                                | 0                                |
| 2012                             | 0                                | 0                                |
| 2013                             | 3                                | 0                                |
| 2014                             | 1                                | 0                                |
| Total                            | 5                                | 1                                |